# Pahar Berzelius
Paharul Berzelius este un pahar utilizat în laboratorul de chimie pentru a amesteca sau încălzi substanțe sau lichide. 

## Aspect
Paharele se găsesc adesea sub formă cilindrică, având un fund plat. Majoritatea prezintă un cioc pentru a ușura turnarea conținutului în alt recipient. Acesta se poate găsi într-o sumedenie de mărimi și dimensiuni, de la un mililitru până la câțiva litri.

## Compoziție
Paharele Berzelius sunt făcute adesea din sticlă (astăzi din sticlă de borsilicat), dar mai poate fi făcut din metal (de obicei aluminiu), sau plastic (polithen, poliprofilen, PTFE), fiind gradat.

(A) Pahar Griffin (B) Pahar Berzelius (C) Cristalizor

## Măsuri
Paharul Berzelius este adesea gradat, indicând volumul de substanță conținută. Mărimile cele mai obișnuite sunt de 250 de ml, unde sunt indicate mărimi de 50, 100, 150, 200, și 250 ml. Aceste măsuri gradate nu pot ajuta la estimarea foarte exactă a unor cantități, dar acestea pot fi estimate cu ajutorul măsurilor gradate.